# Cleburne Building
Cleburne Building (también conocido como 924 West End Avenue) es un edificio de apartamentos ubicado en la esquina noreste de West End Avenue y West 105th Street en el Upper West Side de Manhattan, Nueva York. El edificio está diseñado en el movimiento Arts and Crafts y tiene una puerta cochera.
El edificio fue completado en 1913 por la promotora Harry Schiff donde se encontraba anteriormente la mansión del Sr. y la Sra. Straus que murieron en el RMS Titanic. Hay un monumento al Sr. y la Sra. Straus en el cercano Straus Park.

## Residentes notables
- Madeleine L'Engle[4]
- Estelle Parsons[5]
- Andy Borowitz[6]
- Norman Podhoretz y Midge Decter
- Charlie Smalls, compositor de "The Wiz"